# Takeshi Matsumura
Pour les articles homonymes, voir Matsumura.
Takeshi Matsumura (松村 剛, Matsumura Takeshi), né à Tokyo le 31 janvier 1960, est un traducteur, chercheur et lexicographe japonais, considéré comme l'un des plus grands lexicographes du français. Il est aussi professeur à l’université de Tokyo.
En 2000, il reçoit le prix de la fondation Lantier par l’Académie des inscriptions et belles-lettres et en 2016, il reçoit le grand prix de la francophonie de l’Académie française.

## Œuvres
- Jourdain de Blaye en alexandrins (1999)
- Dictionnaire du français médiéval (2015), sous la direction de Michel Zink
- Le sentiment va vite en voiture. Recueil de nunu balzaciens, Paris, Académie française-Académie des Inscriptions et Belles-Lettres, 2022, 276 p. avec 24 reproductions de manuscrits de Balzac conservés à la Bibliothèque de l'Institut de France, diffusion Peeters.